# Elvira Ontañón Sánchez-Arbós
Elvira Ontañón Sánchez-Arbós (1931) é uma escritora, historiadora, colunista e pedagoga. É filha da maestrina María Sánchez Arbós e do cientista Manuel Ontañón. Atualmente é a presidente de Antigos Alunos da Instituição Livre de Ensino (ILE), seu centro de estudo e para a qual trabalhou sua mãe, e patrona da Fundação Francisco Giner dos Rios.

## Trajetória
Estudou no Colégio Estúdio, no qual na atualidade exerce como Vice-presidente do Patronato da Fundação Estudo, sendo o Presidente Florentino Vivancos.
Escreveu a tese "María Goyri. Seu mundo e seu meio 1873-1954" com o fim de destacar a figura de María Goyri, uma referência para Elvira. A relação entre estas duas mulheres deve-se ao historiador Gonzalo Menéndez Pidal, filho de Maria Goyri e ex-diretor da Fundação Francisco Giner dos Rios, que agora é presidida por Elvira.
Colaborou no documentário "As maestras da República" dirigido por Pilar Pérez Solano contribuindo relatos de sua mãe, que foi galardoado com um Goya no ano 2014 como melhor filme documentário.